# Réaux
Pour les articles ayant des titres homophones, voir Réo et Réau.
Pour les articles homonymes, voir réal.
Réaux est une ancienne commune du Sud-Ouest de la France, située dans le département de la Charente-Maritime dans la région Nouvelle-Aquitaine. Elle a disparu le 1er janvier 2016 en fusionnant au sein de la commune nouvelle de Réaux sur Trèfle.
Ses habitants sont appelés les Réaulais et les Réaulaises.

## Géographie
La commune de Réaux se situe dans le sud du département de la Charente-Maritime, en région Nouvelle-Aquitaine, dans l'ancienne province de Saintonge. Appartenant au midi de la France — on parle plus précisément de « midi atlantique », au cœur de l'arc atlantique, elle peut être rattachée à deux grands ensembles géographiques, le Grand Ouest français et le Grand Sud-Ouest français.
Réaux est une des étapes d'un sentier de grande randonnée balisé, le GR 360.

### Communes limitrophes
| Saint-Maurice-de-Tavernole (Réaux sur Trèfle) | Moings (Réaux sur Trèfle) |                 |
| Saint-Germain-de-Lusignan                     | Réaux                     | Allas-Champagne |
| Jonzac                                        | Champagnac                | Meux            |

## Toponymie
Le toponyme de Réaux pourrait être issu du latin regalis qui signifie « royal », avec le sens de « domaine royal », présentant une ancienne dépendance ayant fait partie du domaine royal. Une autre hypothèse fait remonter les origines de Réaux à un substrat gaulois généralement associé au toponyme Roto + Ialo « le passage de la plaine ».[réf. nécessaire]

## Administration
Au 1er janvier 2016, la commune de Réaux a fusionné avec celles de Saint-Maurice-de-Tavernole et de Moings. La nouvelle commune s'appelle Réaux-sur-Trèfle.

### Liste des maires
| Période                                  | Période      | Identité      | Étiquette | Qualité                                                                                              |
| ---------------------------------------- | ------------ | ------------- | --------- | --- |
| 1945                                     | 1966 (décès) | André Bégouin | CNIP      | Ingénieur agricole, propriétaire-exploitant Président de la Chambre d'Agriculture Député (1956-1962) |
| 2001                                     | En cours     | Guy Brotteau  | DVD       | Agriculteur                                                                                          |
| Les données manquantes sont à compléter. |              |               |           | |

### Région
À la suite de la mise en application de la réforme administrative de 2014 ramenant le nombre de régions de France métropolitaine de 22 à 13, Réaux appartient depuis le 1er janvier 2016 à la région Nouvelle-Aquitaine, dont la capitale est Bordeaux. De 1972 au 31 décembre 2015, elle a appartenu à la région Poitou-Charentes, dont le chef-lieu était Poitiers.

## Démographie

### Évolution démographique
L'évolution du nombre d'habitants est connue à travers les recensements de la population effectués dans la commune depuis 1793. À partir du 1er janvier 2009, les populations légales des communes sont publiées annuellement dans le cadre d'un recensement qui repose désormais sur une collecte d'information annuelle, concernant successivement tous les territoires communaux au cours d'une période de cinq ans. 
Pour les communes de moins de 10 000 habitants, une enquête de recensement portant sur toute la population est réalisée tous les cinq ans, les populations légales des années intermédiaires étant quant à elles estimées par interpolation ou extrapolation. Pour la commune, le premier recensement exhaustif entrant dans le cadre du nouveau dispositif a été réalisé en 2005,.
En 2013, la commune comptait 476 habitants, en évolution de +5,31 % par rapport à 2008 (Charente-Maritime : +3,32 %, France hors Mayotte : +2,49 %).
| 1793 | 1800 | 1806 | 1821 | 1831 | 1836 | 1841 | 1846 | 1851 |
| ---- | ---- | ---- | ---- | ---- | ---- | ---- | ---- | ---- |
| 530  | 520  | 506  | 587  | 623  | 622  | 573  | 600  | 587  |

| 1856 | 1861 | 1866 | 1872 | 1876 | 1881 | 1886 | 1891 | 1896 |
| ---- | ---- | ---- | ---- | ---- | ---- | ---- | ---- | ---- |
| 586  | 605  | 568  | 517  | 547  | 489  | 499  | 478  | 526  |

| 1901 | 1906 | 1911 | 1921 | 1926 | 1931 | 1936 | 1946 | 1954 |
| ---- | ---- | ---- | ---- | ---- | ---- | ---- | ---- | ---- |
| 440  | 459  | 456  | 467  | 461  | 438  | 438  | 452  | 457  |

| 1962 | 1968 | 1975 | 1982 | 1990 | 1999 | 2005 | 2010 | 2013 |
| ---- | ---- | ---- | ---- | ---- | ---- | ---- | ---- | ---- |
| 440  | 481  | 516  | 453  | 436  | 475  | 449  | 447  | 476  |

## Économie

### Agriculture
La viticulture est une ressource économique importante de la commune, qui est située en Petite Champagne, dans la zone d'appellation d'origine contrôlée du cognac.

## Lieux et monuments
Le village possède une église, l'église Saint-Vincent de Réaux, située rue de l'Église et classée au titre des Monuments historiques de France le 13 mars 1935. Elle fut construite au XIIe siècle puis modifiée au XVe siècle.

## Personnalités liées à la commune
- Le Prince Miiaou, de son vrai nom Maud-Élisa Mandeau, chanteuse née le 19 juin 1984.